# Anyphaena pugil
Anyphaena pugil är en spindelart som beskrevs av Karsch 1879. Anyphaena pugil ingår i släktet Anyphaena och familjen spökspindlar. Inga underarter finns listade i Catalogue of Life.

## Bildgalleri

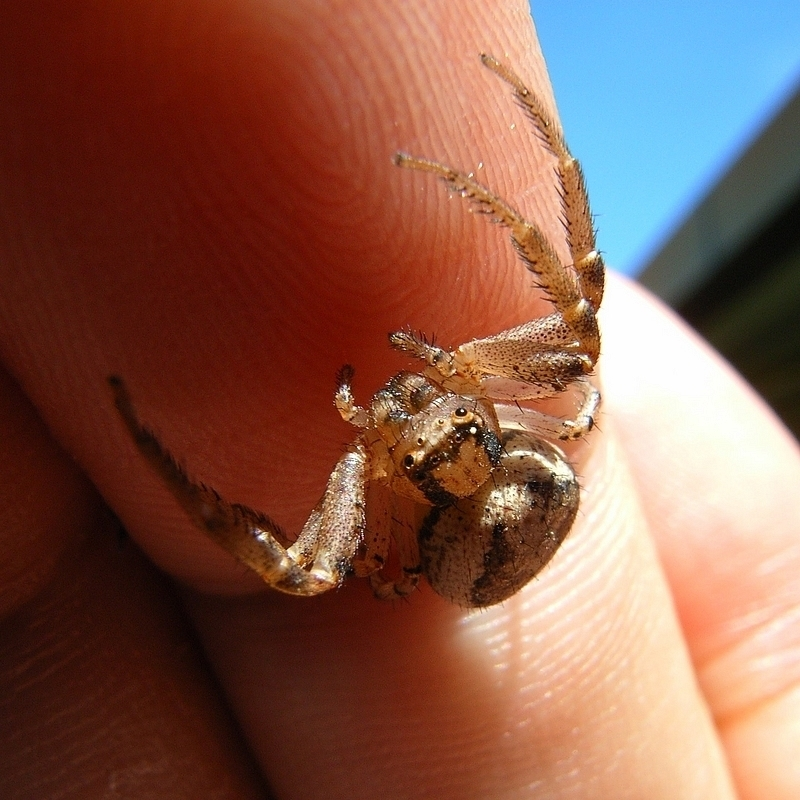